# United States Pacific Fleet
Pour les articles homonymes, voir Flotte du Pacifique.
Le United States Pacific Fleet (USPACFLT) est un commandement de l'United States Navy, créée en 1907. Son quartier général se trouve à Pearl Harbor (Hawaï).

## Composition
Elle comprend les Troisième et Septième flotte des États-Unis.